# Elizabeth Jolley
Monica Elizabeth Jolley (Birmingham, 4 de junio de 1923-Perth, Australia, 13 de febrero de 2007) fue una novelista inglesa que vivió en Australia desde los años 1950. Jolley tenía 53 años cuando publicó su primer libro y llegó a publicar 15 novelas, tres libros de cuentos y tres libros de no ficción. También fue profesora de composición creativa en Australia y varias de sus alumnos como Tim Winton se convirtieron en escritores reconocidos.

## Biografía
Jolley nació en Birmingham (Inglaterra). Su padre era inglés, mientras que su madre era austriaca. Fue criada en las Midlands. Fue educada por profesores particulares hasta los once años, cuando fue enviada a la Sibford School, una escuela de la Sociedad Religiosa de los Amigos. Durante los años 1930, su familia recibió refugiados de toda Europa, creando, de acuerdo con Jolley, un "mundo misterioso para [una niña]."
A los 17, empezó a estudiar enfermería en Londres. En 1959, emigró a Australia en  junto a su esposo Leonard (1914-1994) y sus tres hijos, luego de que Leonard fuera nombrado bibliotecario principal de la Reid Library en la University of Western Australia, un puesto que ocupó entre 1960 y 1979.
A partir de finales de los años 1970, Jolley enseñó composición en el Western Australian Institute of Technology (posteriormente renombrado Curtin University of Technology). Entre sus estudiantes estaba el reconocido novelista australiano Tim Winton. Muchos de sus estudiantes ganaron premios tales como los Western Australian Premier's Book Awards, el  Commonwealth Poetry Prize y el Miles Franklin Award.
Jolley empezó a sufrir demencia en 2000 y murió en un hogar de retiro en Perth en 2007. 

### Carrera literaria
Jolley empezó a escribir cuando tenía 20 años, pero no publicó ninguna obra hasta más tarde. Múltiples editores rechazaron sus obras. De acuerdo con Delys Bird, sus obras eran rechazadas debido al estilo postmoderno de Jolley. Bird también atribuye el éxito posterior de Jolley al surgimiento de la literatura femenina durante los años 1980.
Durante los años 1960, algunos de sus cuentos fueron aceptados por el BBC World Service y por editores australianos, pero su primer libro, Five Acre Virgin, no fue publicado hasta 1976. Posteriormente, también publicó Woman in a Lampshade y Palomino, pero no fue hasta varios años después que estos libros recibieron críticas positivas.
Debido a la falta de éxito, Jolley dejó de publicar por varios años y no fue hasta 1983 que publicó Miss Peabody's Inheritance y Mr Scobie's Riddle. Este último, ganó el premio The Age Book of the Year y fue recibido positivamente por los críticos, especialmente en Australia y en los Estados Unidos. Al año siguiente, su novela Milk and Honey ganó el Premio Christina Stead en los New South Wales Premier's Literary Awards. En 1986, su novela The Well ganó el Premio Miles Franklin, el premio literario más prestigioso de Australia. 
Posteriormente, Jolley escribió una trilogía de ficción con elementos autobiográficos. La trilogía consiste de My Father's Moon, Cabin Fever y The George's Wife. 
En 1993, Jolley publicó Diary of a Weekend Farmer, un diario que escribió antes de empezar sus novelas, en el cual relataba su experiencia al comprar y mantener una granja. Jolley también escribió varias obras radiales, las cuales eran transmitidas por la Australian Broadcasting Corporation. Así mismo, varios de sus trabajos poéticos fueron publicados en revistas y antologías durante los años 1980 y los años 1990.

## Obras

### Novelas
- An Innocent Gentleman (2001)
- An Accommodating Spouse (1999)
- Lovesong (1997)
- The Orchard Thieves (1995)
- The Georges' Wife (1993)
- Cabin Fever (1990)
- My Father's Moon (1989)
- The Sugar Mother (1988)
- The Well (1986)
- Foxybaby (1985)
- Milk and Honey (1984)
- Mr Scobie's Riddle (1983)
- Miss Peabody's Inheritance (1983)
- The Newspaper of Claremont Street (1981)
- Palomino (1980)

### Libros de cuentos y obras radiales
- Fellow Passengers: Collected Stories of Elizabeth Jolley (1997)
- Off the Air: Nine Plays for Radio (1995)
- Woman in a Lampshade (1983)
- The Travelling Entertainer and Other Stories (1979)
- The Well-Bred Thief (1977)
- Five Acre Virgin and Other Stories (1976)